# Карло Кастеллани (стадион)
Стадион Карло Кастеллани (итал. Stadio Carlo Castellani) — футбольный стадион в итальянском городе Эмполи. Является домашним стадионом ФК «Эмполи». Построен в 1965 году.

## История
Открытие нового стадиона в Эмполи состоялось 12 сентября 1965 года. Арена была названа в память о бывшем игроке клуба Карло Кастеллани, который в годы Второй мировой войны умер в концлагере Маутхаузен. Кастеллани до сих пор является рекордсменом «Эмполи» по числу забитых голов (61 в чемпионате Италии).
4 октября 2008 года один из фанатских секторов стадиона получил название в честь Эмилиано Дель Россо — болельщика «Эмполи» и лидера музыкальной группы «Desperados 1983», скончавшегося незадолго до этого.

## Описание стадиона
Помимо футбольного поля, на стадионе имеются беговые дорожки и сектор для прыжков в длину. Две зрительские трибуны построены в два яруса, их верхняя часть покрыта крышей. Южные трибуны недавно были отремонтированы; спонсировали реконструкцию Муниципалитет Эмполи и банк Banca di Credito Cooperativo di Cambiano. Общая вместимость стадиона — 19 847 мест. Из них 12 139 — посадочные, а 7 708 — стоячие.